# 다예

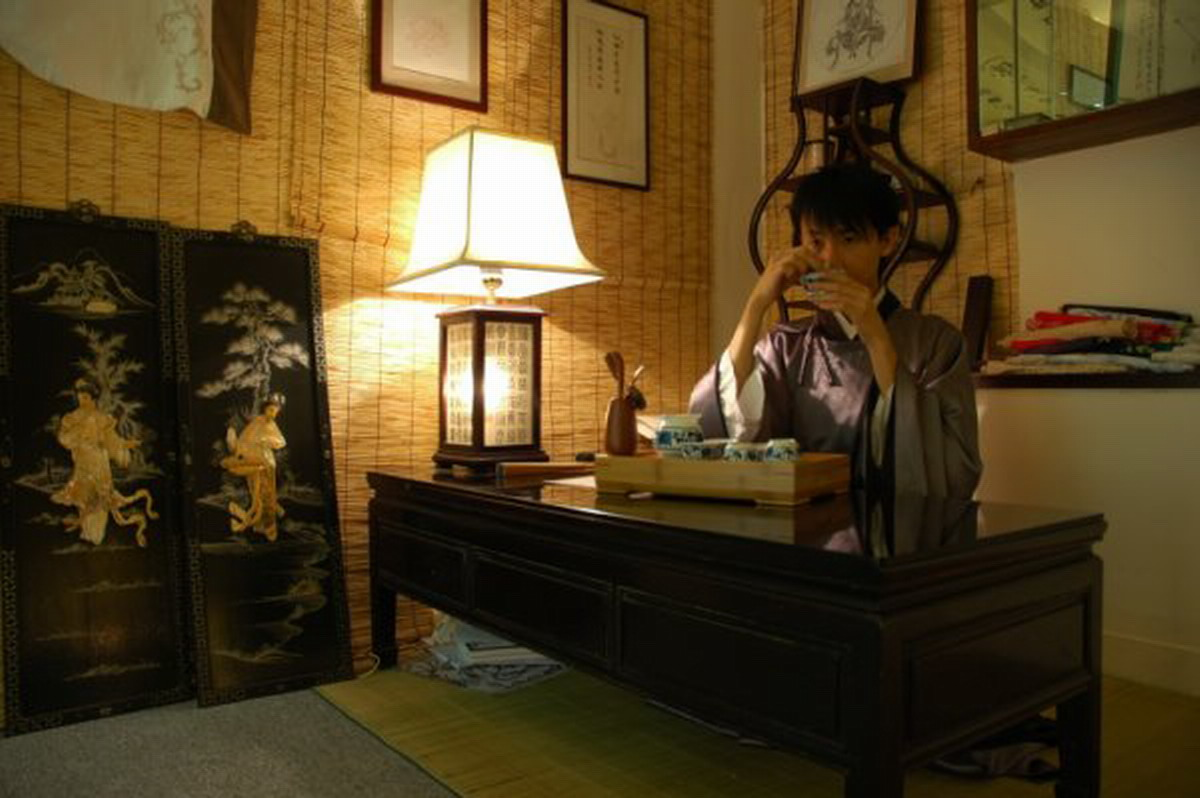

다예(중국어: 茶藝)는 중국의 차 의식이다. 다예의 뜻은 차를 우려내는 기예이며, 동시에 차를 즐기는 예술이다.